# Mary Ann Gomes
Mary Ann Gomes (19 de setembre de 1989) és una jugadora d'escacs de l'Índia i que té el títol de Gran Mestre Femení des de 2008.
A la llista d'Elo de la FIDE de l'agost de 2015, hi tenia un Elo de 2314 punts, cosa que en feia la jugadora número 8 femenina de l'Índia. El seu màxim Elo va ser de 2413 punts, a la llista de juliol de 2013 (posició 2100 al rànquing mundial).

## Resultats destacats en competició
Ha estat tres cops campiona femení de l'Índia tres anys seguits (2011, 2012 i 2013). El 2013 guanyà l'Obert Internacional de Grans Mestres Femenins a Chennai.